# Senatpagen

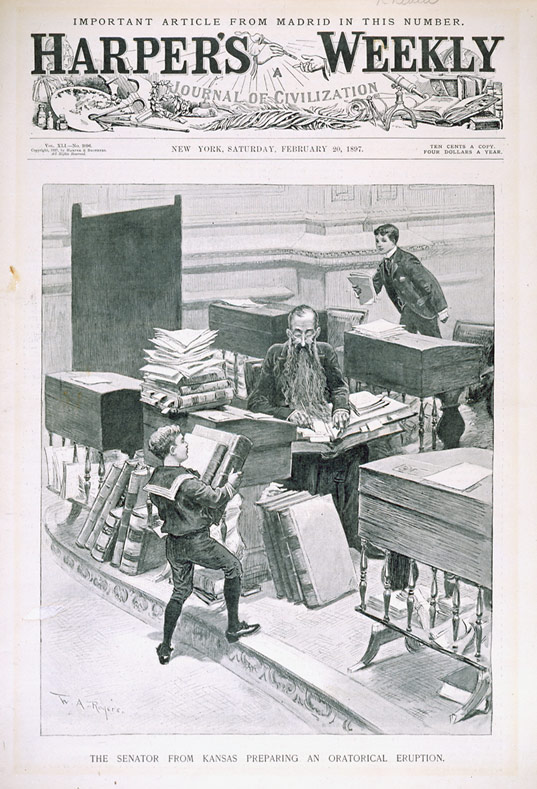
Zwei Pagen versorgen einen Senator mit Material für seine große Rede, 1897.

Senatpagen sind Angestellte des Senats der Vereinigten Staaten, die als Hilfskräfte die Arbeit der Senatoren unterstützen. Im Rahmen des Senatpagenprogramms werden auf Empfehlung der Senatoren 30 Schüler für ein Semester oder während der Schulferien als Pagen eingestellt.
Die Pagen sind verantwortlich für die Vorbereitung des Sitzungsraums, die Bereitstellung und Verteilung von Dokumenten, für Botengänge und Handreichungen. Der Reiz der dienenden Position besteht für die jungen Pagen darin, dass sie das Kapitol mit seinen Institutionen und Mitarbeitern von innen heraus kennenlernen und wertvolle Verbindungen anknüpfen können. Die Pagen sind in einem besonderen Gebäude untergebracht, wo sie auch Schulunterricht erhalten.
Pagenprogramme gab es auch im Repräsentantenhaus (1842–2011) und am Obersten Gerichtshof (1860er Jahre bis 1975). Diese Programme wurden eingestellt, während das Senatpagenprogramm bis heute fortgesetzt wird. Pagenprogramme gibt es auch in den Parlamenten einiger Bundesstaaten der USA und in Kanada.

## Wortbedeutung
Mit dem französischen Wort Page bezeichnete man im Mittelalter einen adligen Knaben, der einem Vornehmen zur Aufwartung diente, zum Beispiel als Schildknappe. Heute wird das Wort Page in den Vereinigten Staaten und in Kanada für junge Parlaments- und Gerichtsdiener verwendet, im Deutschen auch für Hotelpagen.

## Einstellung
Im Senat werden 30 Pagen beschäftigt. Bewerber um einen Pagenplatz müssen sich an einen Senator wenden, der eine Pagenposition vergeben darf. Da es 100 Senatoren gibt, aber nur 30 Pagenplätze, bestimmen die Fraktionsführer die Senatoren, die einen Pagen nominieren können. Die Anzahl der Plätze, die auf eine Fraktion entfallen, hängt von den Mehrheitsverhältnissen im Senat ab. 2017 stehen der Mehrheitsfraktion der Republikaner 16 Plätze zu und der Minderheitsfraktion der Demokraten 14 Plätze. Der Sergeant at Arms ist der oberste Vorgesetzte der Pagen.
Als Page kommen Schüler einer Junior High School in Frage. Sie müssen 16 oder 17 Jahre alt sein und einen Notendurchschnitt (GPA) von mindestens 3,0 haben. Bewerbungen können für das Herbstsemester (September bis Januar), das Frühjahrssemester (Januar bis Juni) oder zu zwei mehrwöchigen Terminen in den Sommerferien (Juni und Juli) abgegeben werden.

## Unterbringung
Die Senatpagen sind in der Daniel Webster Senate Page Residence untergebracht, die nach dem Begründer des Pagenprogramms Senator Daniel Webster benannt wurde. Die Residenz ist etwa 1 Kilometer Luftlinie vom Kapitol entfernt. In ihr sind die männlichen und die weiblichen Pagen auf verschiedenen Stockwerken untergebracht. Im Untergeschoss befinden sich eine Kantine und die United States Page School, in der die Pagen Schulunterricht erhalten.

## Aufgaben

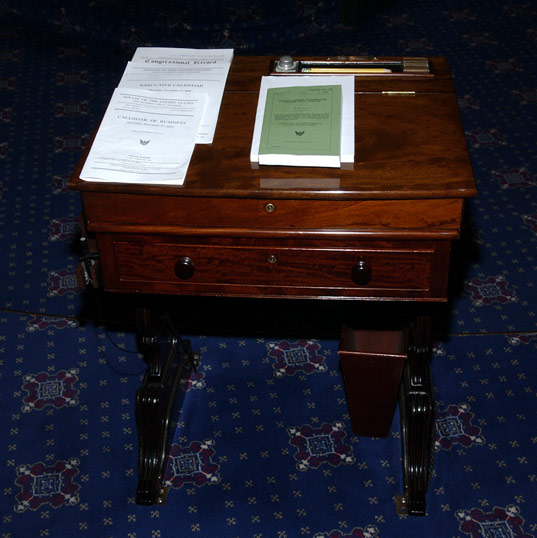
Senatorenpult nach Vorbereitung durch einen Pagen.

### Allgemein
Vor Beginn einer Senatssitzung bereiten die Pagen den Sitzungssaal vor. Zu dieser Arbeit gehört das Bereitstellen von Dokumenten auf den Pulten der Senatoren: das Kongressprotokoll (Congressional Record), die Tageskalender (the dailies) sowie Gesetzesvorlagen und Berichte, die verhandelt werden sollen (the day’s legislation). Während der Sitzungen fungieren sie teilweise als Türöffner, sonst sitzen sie an den Seiten des Präsidentenpodiums, links die Pagen der demokratischen Senatoren, rechts die Pagen der republikanischen Senatoren. Auf das Zeichen eines Senators begibt sich der vorderste Page zu ihm hin und nimmt den Auftrag des Senators entgegen.
Zu den Aufgaben der Pagen gehört auch der Transport von Dokumenten innerhalb des Kapitols und den Bürogebäuden des Senats, die Ausführung und Entgegennahme von Telefonaten, das Überbringen von Nachrichten von und zu Besuchern und kleinere Handreichungen wie die Besorgung von Getränken.
Ein Page kann vom Saalpagen (floor page), der im Senatssaal beschäftigt wird, zum Garderobenpagen (cloakroom page) „befördert“ werden. Diese Position ist dienstälteren Pagen (senior pages) vorbehalten. Sie gehen dem Personal in den Garderoben zur Hand und haben dabei die Gelegenheit, mit den Senatoren in einer persönlicheren Atmosphäre als im Saal zusammenzutreffen.

### Rednerpulte
Dem Zuschauer von Senatssitzungen fällt auf, dass der Sitzungsraum außer bei Abstimmungen meist leer ist, wenn man vom Präsidenten, den Sitzungsbeamten und den Pagen absieht. Während die Pulte der beiden Fraktionsführer ständig mit Rednerpulten ausgerüstet sind, muss vor der Rede eines anderen Senators ein Page einen Pultaufsatz herbeitragen. Der Beobachter fragt sich, warum die Aufsätze nicht fest installiert sind, sondern in einer umständlichen Zeremonie herbei- und wieder weggetragen werden müssen. Möglicherweise handelt es sich wie bei vielen anderen Sitten des Senats um ein historisches Relikt, dessen ursprünglichen Sinn niemand mehr kennt.

### Präsidentschaftswahl

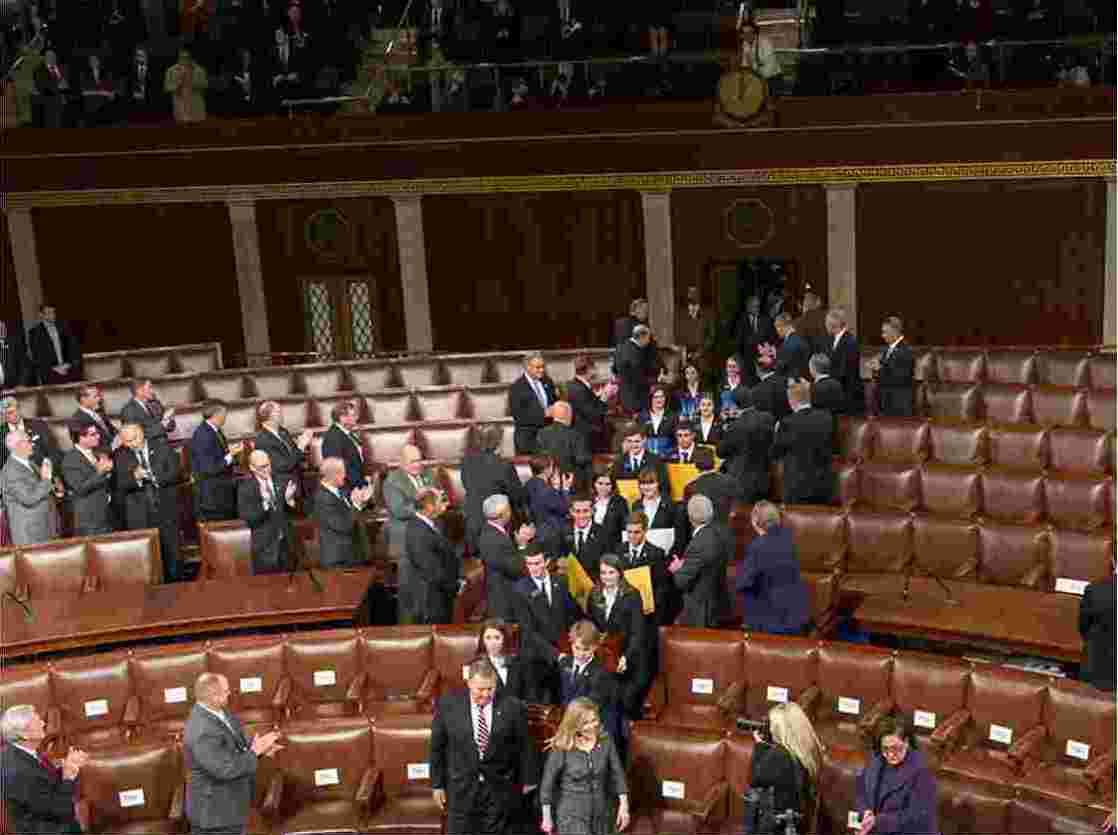
Joint Session des Kongresses, Einzug der Senatpagen im Repräsentantenhaus, vorn die Träger der Stimmzettelboxen, 2017.

Wenn ein Senatpage Glück hat, fällt in seine Dienstzeit eine Joint Session des Kongresses der Vereinigten Staaten (gemeinsame Sitzung von Senat und Repräsentantenhaus) zur Auszählung der Wahlmännerstimmen nach der Präsidentschaftswahl. Während die Pagen ihre Arbeit sonst meist unbemerkt verrichten, ist ihnen an diesem Tag die öffentliche Aufmerksamkeit sicher. Im Senat formiert sich ein feierlicher Zug, den zwei Senatpagen mit den Stimmzettelboxen anführen, gefolgt von den übrigen Pagen und den Senatoren. Der Zug bewegt sich quer durch das Kapitol, vom Senatssaal durch die Große Rotunde und die National Statuary Hall in den Saal des Repräsentantenhauses. Dort legen die beiden vorderen Pagen die Stimmzettelboxen auf einen Tisch vor dem Präsidentenpodium nieder. Anschließend erfolgt die Auszählung der Wahlmännerstimmen.

## Geschichte

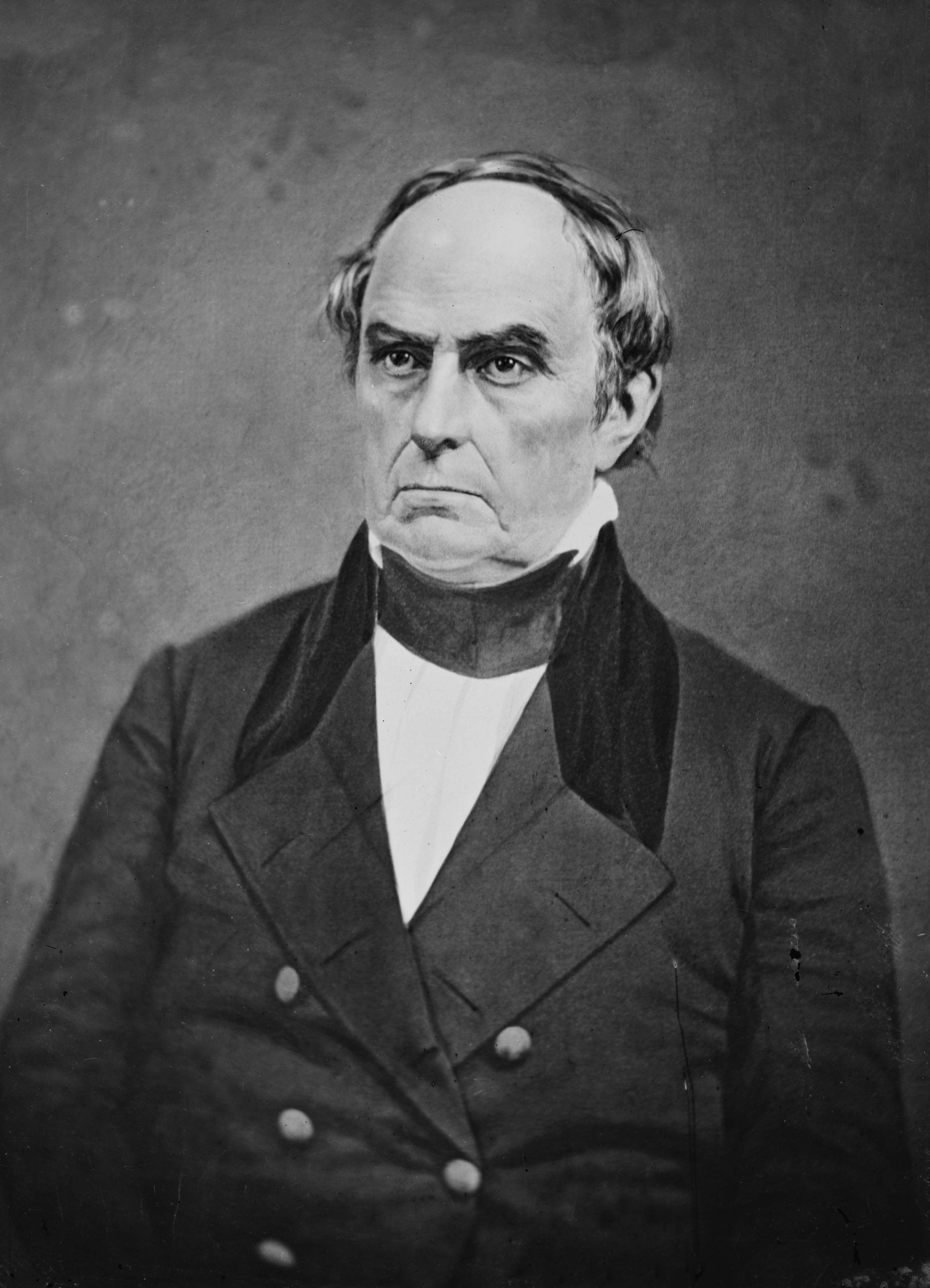
Daniel Webster, Begründer des Senatpagenprogramms.

Viele Einrichtungen der US-amerikanischen Parlamente entsprangen britischen Vorbildern, das Pagenprogramm ist jedoch eine eigenständige Einrichtung des amerikanischen Senats.

### Anfänge
1829 stellte der Senator Daniel Webster den 9 Jahre alten Grafton Hanson, einen Enkel des Sergeant at Arms Mountjoy Bayly, als ersten Senatpagen ein. 1831 berief Webster einen zweiten Senatpagen, damit jede der beiden Seiten des Senats über einen Pagen verfügte: den 12 Jahre alten Isaac Bassett, den Sohn des Senatmessengers (Senatboten) Simeon Bassett. Bassett diente dem Senat 64 Jahre lang bis zu seinem Tod 1895: 7 Jahre als Page, dann als Messenger und ab 1861 als Assistant Doorkeeper (Stellvertretender Pförtner). Als Pagen wurden aus sozialen Gründen im 19. Jahrhundert oft Waisen oder Söhne von Witwen eingestellt. Die Pagen waren meist zwischen 8 und 13 Jahre alt, heute sind die Pagen 16 oder 17 Jahre alt. Die Anzahl der Pagen wurde im Lauf der Zeit erhöht, 1888 gab es schon 15 Pagen, bis heute ist ihre Anzahl auf 30 angewachsen.

### Afro-Amerikaner
Jacob K. Javits war ein liberaler Republikaner, zuerst Abgeordneter im Repräsentantenhaus, dann Generalstaatsanwalt des Staates New York und seit 1957 24 Jahre lang Senator. Ein Feind jeglicher Diskriminierung, engagierte er sich in den 1940er Jahren gegen die Wählersteuer, setzte sich 1954 (vergeblich) für die Abschaffung der Rassentrennung ein und unterstützte die Bürgerrechtsgesetze von 1957 und 1964. 1961 bemühte er sich um die Anstellung weiblicher Pagen, die er aber erst 1971 durchsetzen konnte, siehe Frauen.
Javits nominierte Lawrence Wallace Bradford Jr. als ersten afro-amerikanischen Senatpagen, der am 13. April 1965 vereidigt wurde. Am Tag darauf, dem hundertsten Todestag von Präsident Abraham Lincoln, wurde Frank Mitchell als erster afro-amerikanischer Page des Repräsentantenhauses vereidigt. Bereits 1954 hatte der Oberste Bundesrichter Earl Warren als ersten afro-amerikanischen Pagen des Obersten Gerichtshofs Charles Bush nominiert, nachdem das Gericht einige Monate zuvor das bahnbrechende Verbot der Rassentrennung an öffentlichen Schulen erlassen hatte.

### Frauen

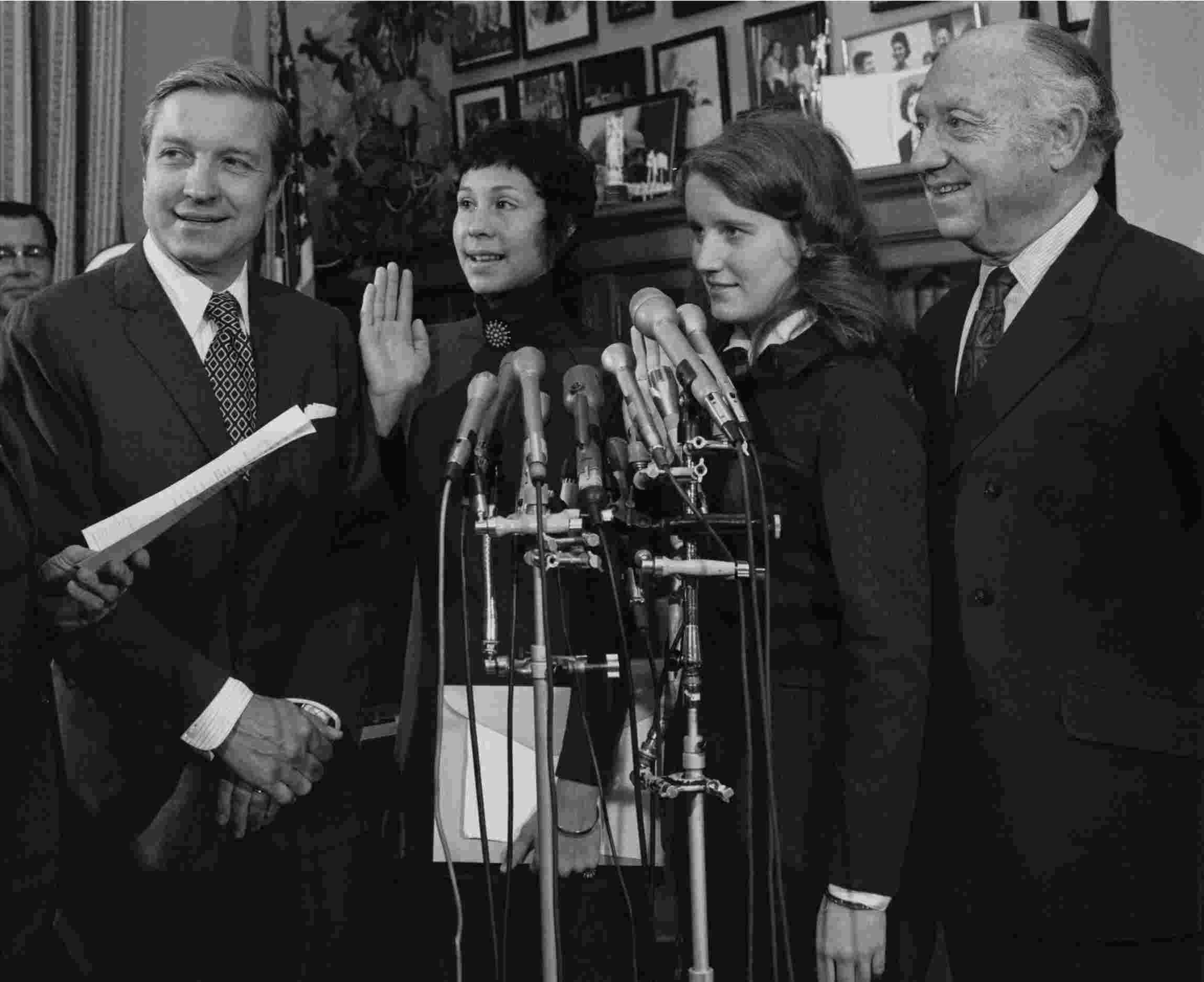
Ein aufsehenerregendes Ereignis (man beachte die vielen Mikrofone): Vereidigung der ersten weiblichen Pagen Ellen McConnell Blakeman und Paulette Desell-Lund, 1971.

Seit der Einstellung des ersten Senatpagen 1829 waren nur junge Buben und Männer zu Pagen ernannt worden. Es gab zwar keine Vorschrift, dass Pagen männlich sein mussten, aber angesichts der herrschenden Sitten kam niemand auf den Gedanken, weibliche Pagen einzustellen.
Ein Vorreiter im Kampf für weibliche Pagen war Senator Jacob K. Javits, der 1965 bereits den ersten afro-amerikanischen Pagen nominiert hatte. Er erkundigte sich 1961 brieflich bei dem Sergeant at Arms Joseph C. Duke über die Möglichkeit, weibliche Senatpagen zu ernennen. Duke verteidigte die bisherige Praxis, nur männliche Pagen einzustellen, denn die Pagen hätten häufig schweres, sperriges Material zwischen dem Kapitol und den Bürogebäuden zu transportieren und müssten beständig laufen und rennen, und auch die Arbeitszeiten seinen zu anstrengend für junge Mädchen.
Ein weiteres Schlaglicht auf die herrschenden Anschauungen werfen die Erlebnisse von Julie Price, die sich ein Jahrzehnt später 1970 bei einem Kongressabgeordneten nach einer Stelle als Page erkundigte:
„Er sagte, gute Idee, aber du weißt ja, das geht nicht. Mädchen sind nicht als Pagen zugelassen. Ich war erstaunt. Das ergab natürlich keinen Sinn für mich. Ich hatte drei Schwestern und zwei Brüder und wir lebten auf einer Farm und ich wusste, dass ich alles konnte, was meine Brüder konnten. Ich war überrascht, dass mein Wunsch so abgeschmettert werden sollte.“

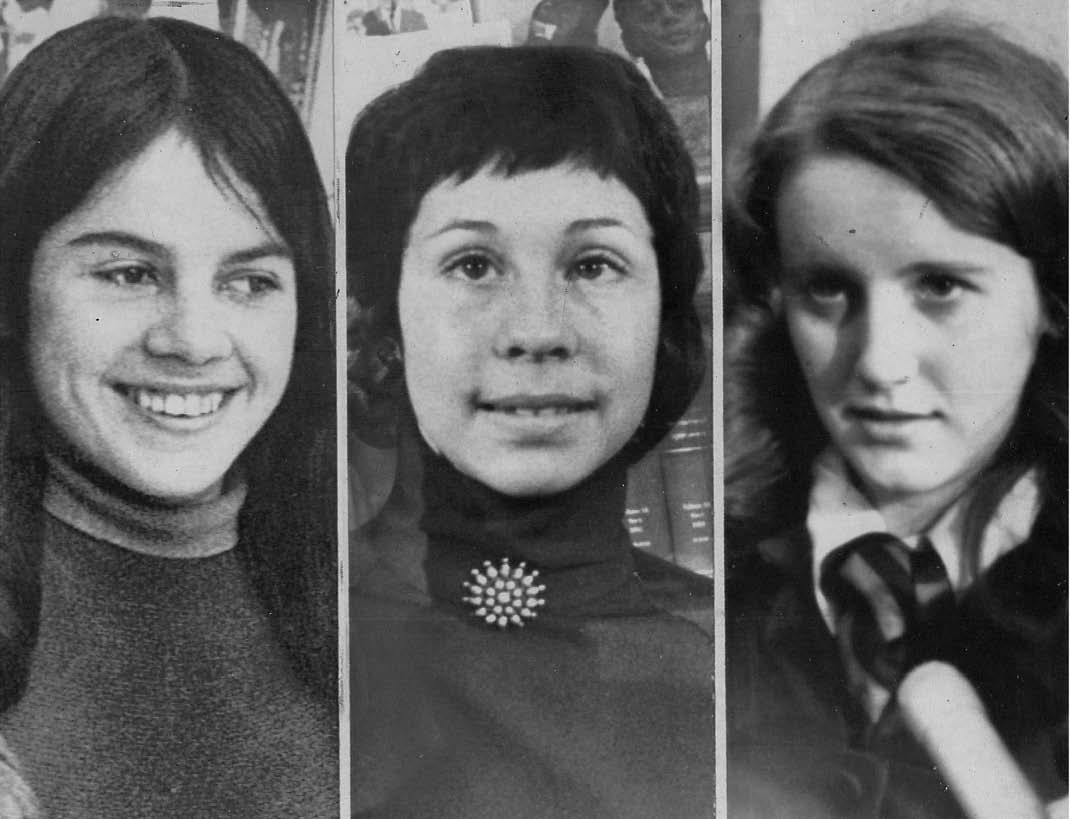
Die ersten weiblichen Senatpagen 1971–1972 (von links): Julie Price, Ellen McConnell Blakeman und Paulette Desell-Lund.

1964 wurde das Bürgerrechtsgesetz (Civil Rights Act) verabschiedet, das die Geschlechterdiskriminierung am Arbeitsplatz verbot. Es entstand eine Graswurzelbewegung zur Beendigung der Frauendiskriminierung, und in ihrem Gefolge begann Senator Javits 1970 seinen Kampf um weibliche Pagen erneut und nominierte Paulette Desell als Kandidatin für den Posten eines Pagen. Zwei Kollegen, die Senatoren Charles H. Percy und Fred R. Harris, schlossen sich Javits’ Kampf an und gewannen Ellen McConnell und Julie Price als Bewerberinnen. Der amtierende Sergeant at Arms Robert G. Dunphy weigerte sich jedoch, die drei jungen Damen mangels einschlägiger Regelungen des Senats zu vereidigen.
Nun begann für die Bewerberinnen eine lange Wartezeit, in der die jungen Damen von den Medien wie Heldinnen gefeiert wurden. Von Januar bis Mai 1971 wurde das Problem weiblicher Pagen zuerst in einem Ad-hoc-Subkomitee, dann im Rules Committee und schließlich im Senatsplenum breit diskutiert. Schließlich genehmigte der Senat am 10. Mai 1971 die Einstellung weiblicher Pagen. Ellen und Paulette wurden am 14. Mai, Julie am 17. Mai als erste weibliche Pagen vereidigt. Ein Jahr später kam es auch im Repräsentantenhaus zur Vereidigung von Felder Looper, dem ersten weiblichen Pagen des Hauses, und am Obersten Gerichtshof (Supreme Court) zur Vereidigung von Deborah Gelin, dem ersten weiblichen Pagen des Gerichts.
| - Ein Page bereitet das Pult eines Senators vor, 1940. - Der kleinste Page und der größte Polizist, 1940. - Ein Page reicht einem Senator eine Gesetzesvorlage, 1872. - Ein Page zu zwei „Großsenatoren“: „Die Geschäfte im Senat erfordern Ihre Anwesenheit“, 1886. - Senatpage Michael A. Johnson zwischen Hubert Humphrey (links) und Walter Mondale, 1970. - Donald J. Detwiler, Senatpage 1917–1918. - Pagen spielen Senator, 1893. - Im Senat, vorn rechts lümmeln zwei Pagen, 1868. |

## Bekannte Pagen
Zahlreiche ehemalige Pagen des Senats und des Repräsentantenhauses schlugen eine politische Laufbahn ein oder wurden Parlamentsangestellte, Richter, Schriftsteller oder Unternehmer. Zu den Pagen, die später zu internationaler Berühmtheit gelangten, gehören:
- der ehemalige Senatpage Spiro Agnew, Vizepräsident von 1969 bis 1973
- der ehemalige Senatpage und spätere Schriftsteller Gore Vidal
- der Microsoft-Gründer Bill Gates war 1972 Page des Repräsentantenhauses

Amy Carter, die Tochter des Präsidenten Jimmy Carter, diente 1982 als Senatpage. Andere Pagen erlangten historische Bedeutung:
- 1829 und 1831: die beiden ersten Senatpagen Grafton Hanson und Isaac Bassett, siehe Anfänge.
- 1954: der erste afro-amerikanische Page des Obersten Gerichtshofs Charles Bush.
- 1965: die ersten afro-amerikanischen Pagen Wallace Bradford Jr. (Senat) und Frank Mitchell (Repräsentantenhaus), siehe Afro-Amerikaner.
- 1971 und 1972: die ersten weiblichen Pagen Paulette Desell-Lund, Ellen McConnell Blakeman und Julie Price (Senat), Felder Looper (Repräsentantenhaus) und Deborah Gelin (Obersten Gerichtshofs), siehe Frauen.